# 武林門駅
武林門駅（ぶりんもんえき）は、中華人民共和国浙江省杭州市西湖区と拱墅区に位置する杭州地下鉄2号線と3号線の駅である。

## 歴史
- 2017年7月3日：2号線の駅として開業[1]。
- 2022年7月20日：3号線の開業により、乗換駅となる[2]。

## 駅構造
2号線・3号線とも島式ホーム1面2線を有する地下駅である。2号線ホームは環城西路りの、3号線ホームは体育場路りの地下にある。

### のりば
| 路線                   | 方向 | 行先                         |
| ---------------------- | ---- | ---------------------------- |
| 2号線ホーム（地下2階） |      |                              |
| ■ 2号線                | 下り | 朝陽方面                     |
| ■ 2号線                | 上り | 良渚方面                     |
| 3号線ホーム（地下3階） |      |                              |
| ■ 3号線                | 下り | 火車西站・呉山前村・石馬方面 |
| ■ 3号線                | 上り | 武林広場・星橋方面           |

（出典：杭州地下鉄：武林门站设施指示）

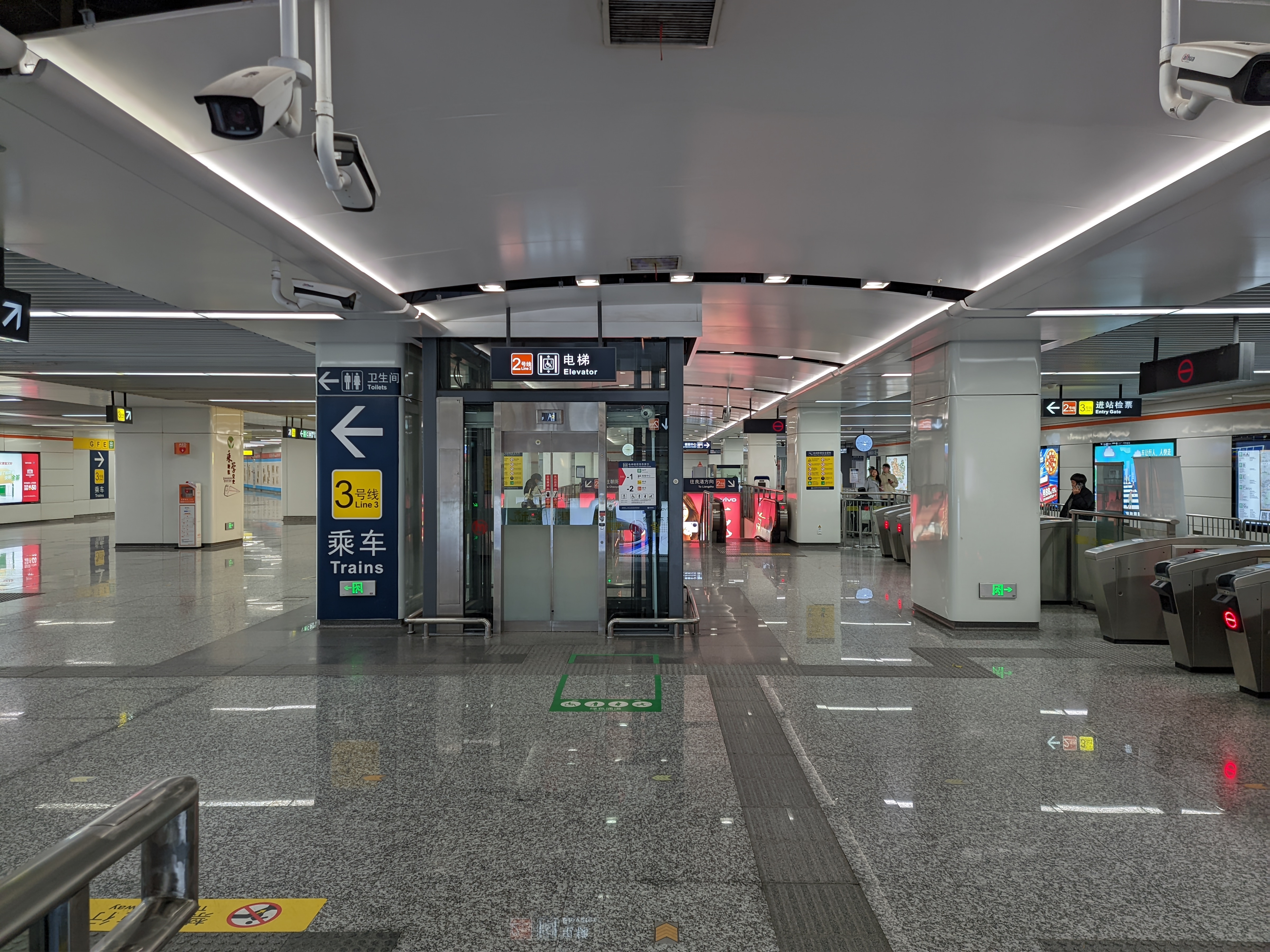
2号線コンコース
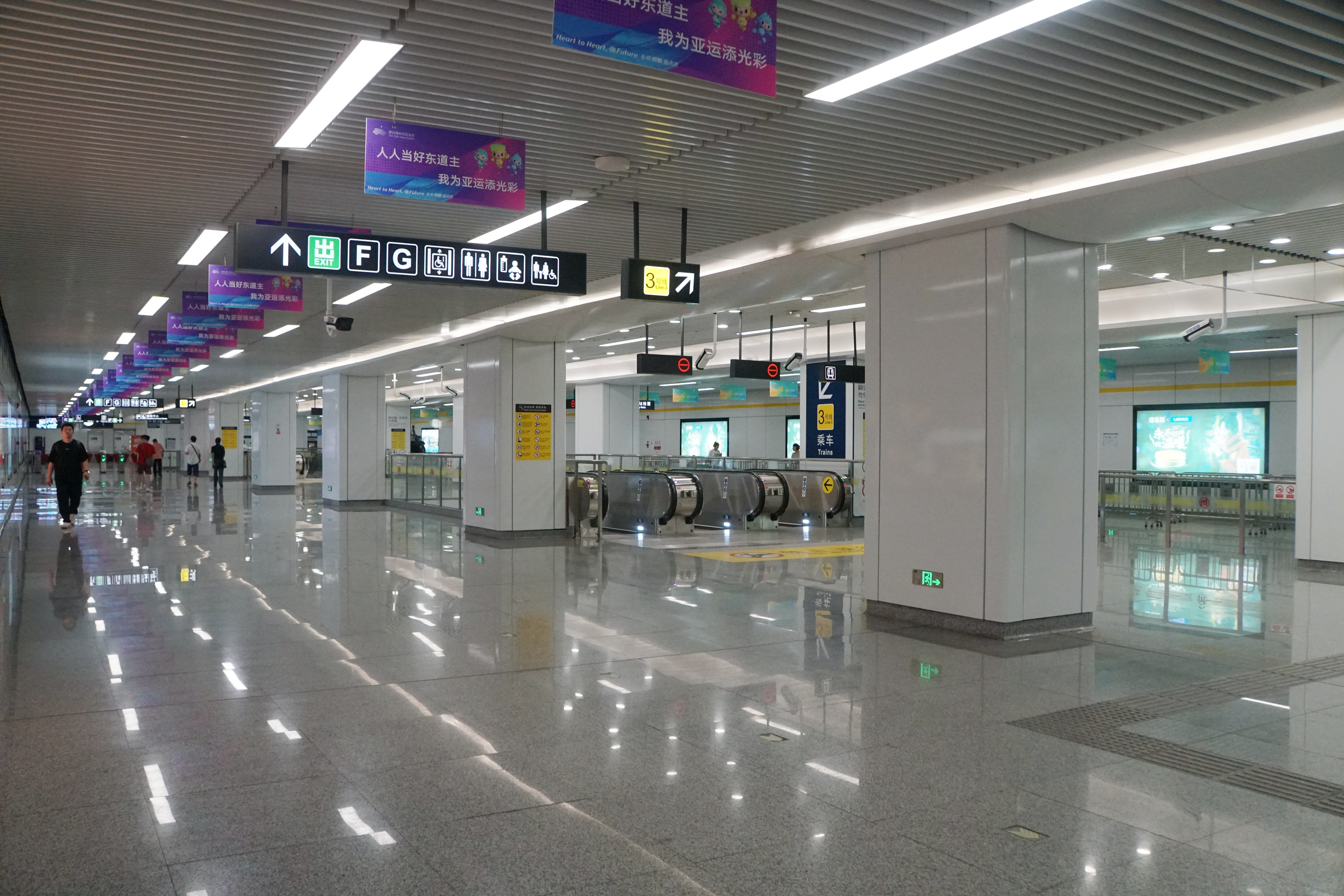
3号線コンコース
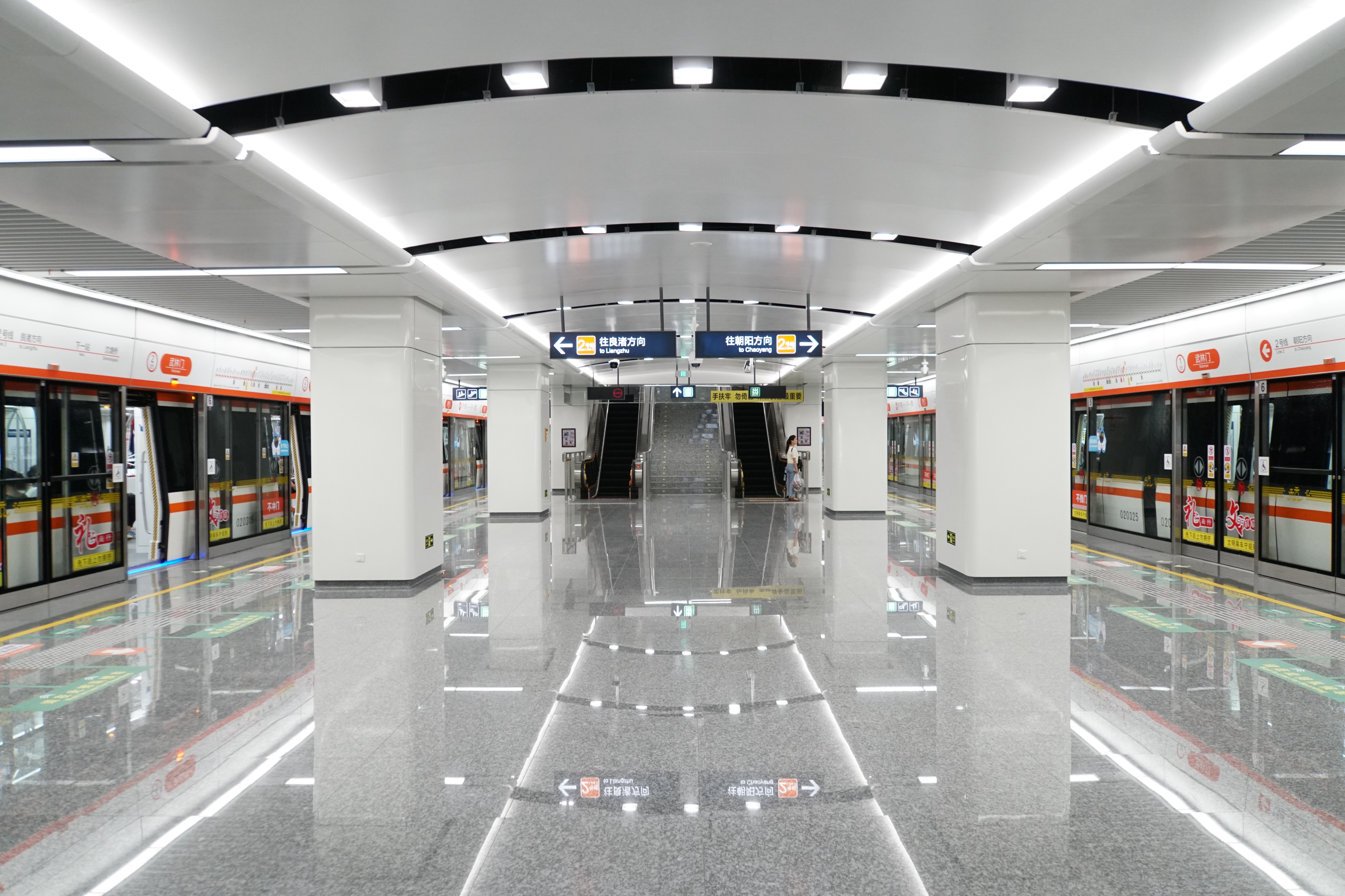
2号線ホーム（2017年）
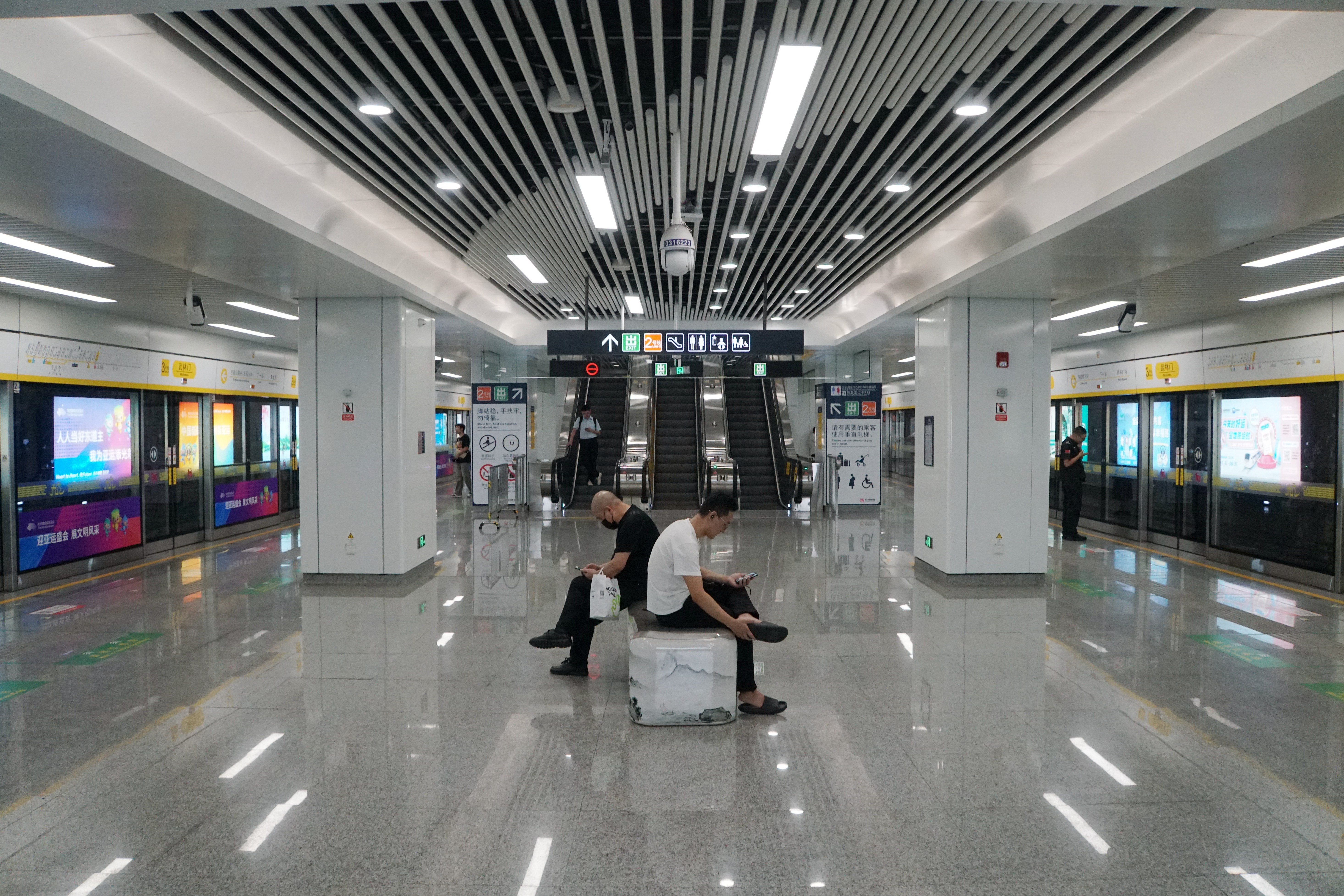
3号線ホーム
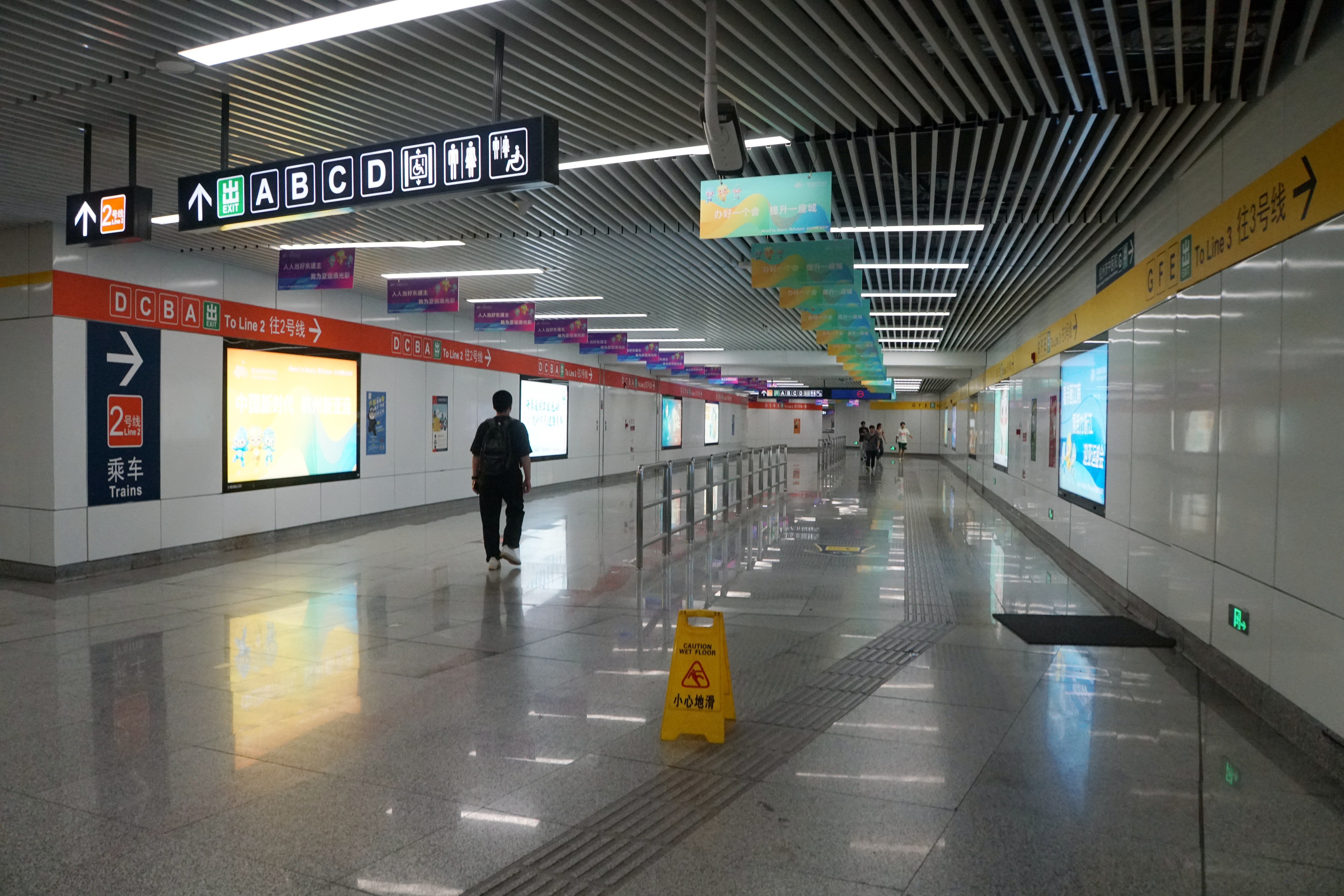
乗換通路

## 駅周辺
- 天和ビル
- 万華ビジネスビル
- 環城西路小区
- 混堂橋小区
- 万向公園
  - 武林門遺跡（中国語版）（駅名の由来）
- 浙江国資ビル
- 杭州市中医医院（中国語版）武林院区
- 浙江省人民政府
  - 浙江省財政庁
  - 浙江省経済和信息化庁
  - 浙江省ビッグデータ発展管理局
- 省情報計算総合ビル
- 浙江科技ビル
- 景湖苑
- 桃花河小区
- 杭州蓮花ホテル
- 昌化新村
- 環西新村
- 中財金融ワイドアングル
- ローマレジデンス
- 武林ビル
- 浙江省地質院
- 地鉱科技ビル
- 金祝花園
- 金祝新村

## 隣の駅
杭州地下鉄
■ 2号線
鳳起路駅 - 武林門駅 - 沈塘橋駅
■ 3号線
黄竜洞駅 - 武林門駅 - 武林広場駅